# 夏目ひらら
夏目 ひらら（なつめ ひらら、2月7日 - ）は、日本の漫画家。千葉県出身。ドイツ在住。血液型B型。デビュー作は『今宵、肝だめしへ君と』。
2012年5月15日、京都造形芸術大学マンガ学科において特別授業を行った。

## 作品リスト
- 後輩Aの告白（2012年4月25日発売[4]、集英社、マーガレットコミックス、ISBN 978-4-08-846767-2）
  - 後輩Aの告白（『別冊マーガレットsister』2011年9月増刊号）
  - 制服時間（『デラックスマーガレット』2010年7月号）
  - 野球部カレシ（『ザ マーガレット』2010年2月号）
  - 花は盛りに（『ザ マーガレット』2009年8月号）
- Bibi & Miyu（原案：Olivia Vieweg、TOKYOPOP Manga Shojo、TOKYOPOP GmbH、全3巻）
  1. 2019年8月15日発売[5]、ISBN 978-3-8420-4889-8
  2. 2020年12月1日発売[6]、ISBN 978-3-8420-5882-8
  3. 2022年8月10日発売[7]、ISBN 978-3-8420-7164-3
- セーラー服に閉じ込めて（2019年12月6日発売[8]、COMPASS、コンパスコミックス）
  - セーラー服に閉じ込めて（『別冊マーガレットsister』2013年12月号）
  - 失恋同盟（『ザ マーガレット』2012年6月号）
  - 今宵、肝試しへ君と（『デラックスマーガレット』2007年11月号、デビュー作）
- 篠宮さんの憂いごと（2019年12月6日発売[9]、COMPASS、コンパスコミックス）
  - 篠宮さんの憂いごと（『ザ マーガレット』2014年12月号）
  - 14歳の純情[10]（『別冊マーガレット』2012年1月号別冊ふろく『BETSUMA JAPAN』）
  - 教室。ただ、それだけで（『デラックスマーガレット』2009年11月号）
  - レンアイ想定外（『デラックスマーガレット』2009年5月号）
- 少女漫画家vsドイツ人[11]（2021年8月19日発売[12]、実業之日本社、リュエルコミックス、『COMICリュエル&COMICジャルダン』2021年6月25日配信[13] - 、ISBN 978-4-408-64029-7、全1巻）

### 単行本未収録作品
- 不器用なヤツら（『ザ マーガレット』2008年3月号）
- フランス取材旅行レポート（『別冊マーガレット』2009年9月号）
- コッケイなキス（『別冊マーガレットsister』2012年8月号）
- キミの鼓動が止まるまで（『別冊マーガレット』2012年10月号『別マTWO』Vol.4 - 11月号『別マTWO』Vol.5）
- 愛なんて恋なんて（『別冊マーガレットsister』2013年9月号）

### イラスト
- フランス語入門II（2006年5月発行、著者・原和之・山上浩嗣・工藤庸子、放送大学教育振興会、ISBN 4-595-30639-3）
- 猫イラスト[14]（特定非営利法人『しるし』のキャラクター）
- 多民族フェスティバル[15]（2011年11月3日開催、財団法人 箕面市国際交流協会（MAFGA）主催 ポスター）
- メモリーズ[16]（GARNET CROWの9枚目のアルバム、初回限定盤着せ替えジャケット等）
- GOODBYE LONELY 〜Bside collection〜[17]（GARNET CROWの3枚目のベストアルバム、初回限定盤ジャケット等）
- 多文化理解に関する研修会議資料[18]（国土交通省観光庁主催、多文化理解に関する事業者向け研修会議の会議資料）

### その他
- JUDY[17]（GARNET CROWの楽曲PVで使用した漫画）